# Хартия Земли
Хартия Земли — международная декларация основополагающих принципов и ценностей для создания справедливого, устойчивого и мирного глобального общества в XXI веке. Созданная в процессе широкого многокультурного, многосекторального обсуждения, она направлена на пробуждение во всех людях нового чувства взаимозависимости и общей ответственности за благополучие всех людей, всего живого сообщества и будущих поколений. Она призывает человечество установить всеобщее сотрудничество в критический момент нашей истории. Этическое видение Хартии Земли провозглашает, что защита окружающей среды, прав человека, равного человеческого развития и мира взаимозависимы и неразделимы. Хартия пытается дать новую точку зрения для размышления и решения этих вопросов. Для продвижения Хартии существует организация Инициатива Хартия Земли. Официальный представитель Международной инициативы «Хартия Земли» в России — Общероссийская общественная организация «Центр экологической политики и культуры».

## История
Идея Хартии Земли появилась в 1987 году, когда Международная комиссия по окружающей среде и развитию ООН призвала создать новую хартию, которая сформулировала бы фундаментальные принципы устойчивого развития. В 1992 году на необходимости хартии настоял Генеральный Секретарь Бутрос Бутрос-Гали на Саммите Земли Рио-де-Жанейро, но время для подобной декларации посчитали не самым правильным. Декларация Рио стала изложением достижимого консенсуса в то время. В 1994 году Морис Стронг (Председатель Саммита Земли) и Михаил Горбачёв, через организации, которые каждый из них основал (Совет Земли и Международный Зелёный Крест), повторно запустили Хартию Земли как инициативу гражданского общества, при помощи правительства Нидерландов.

## Создание
Текст был создан в процессе шестилетнего всемирного обсуждения (1994—2000 гг.), под наблюдением независимой Комиссии Хартии Земли, которая была созвана Стронгом и Горбачёвым с целью выработки всеобщего консенсуса о ценностях и принципах устойчивого будущего. Комиссия продолжает следить за текстом Хартии Земли.
Заключительный вариант текста Хартии Земли был принят на собрании Комиссии Хартии Земли в штабе ЮНЕСКО в Париже, в марте 2000 г. Официально она была принята 29 июня 2000 г. на церемонии в Дворце мира в Гааге, Нидерландах, на которой присутствовала Королева Беатрикс.

## Содержание
Документ из приблизительно 2,400 слов разделен на секции, начиная с преамбулы, шестнадцати основных принципов, шестидесяти одного вспомогательного принципа и заключения, озаглавленного «Путь вперед»

### Преамбула
«Мы вступили в критический момент истории Земли, когда человечество должно выбрать своё будущее. Наш мир становится всё более взаимозависимым и хрупким, а будущее таит в себе одновременно и большую опасность, и большую надежду. Чтобы развиваться далее, мы должны осознать, что при огромном разнообразии культур и форм жизни, мы являемся одной семьёй и единым мировым сообществом с общей судьбой. Мы должны объединиться и создать устойчивое глобальное общество, основанное на уважении к природе, правам человека, экономической справедливости и культуре мира. В этом стремлении крайне необходимо, чтобы мы, народы Земли, провозгласили нашу ответственность друг перед другом, перед великим сообществом всего живого, и перед будущими поколениями».

### Принципы
Четыре столпа и шестнадцать принципов Хартии Земли:
I. Уважение живого сообщества Земли и забота о нём
1. Уважать Землю и жизнь во всем её многообразии.
2. Заботиться о живом сообществе, относиться к нему с пониманием, состраданием и любовью.
3. Создавать справедливые, открытые для сотрудничества, устойчивые и миролюбивые демократические сообщества.
4. Сохранять богатство и красоту Земли для настоящего и будущих поколений.
II. Экологическая целостность
5. Защищать и сохранять целостность экосистем Земли, уделяя особое внимание биологическому разнообразию и природным процессам поддержания жизни.
6. Использовать в качестве лучшего метода защиты окружающей среды стратегию «предотвращения вреда», а при недостатке информации — стратегию «предосторожности».
7. Применять такие модели производства, потребления и воспроизводства, которые сохраняют регенеративные возможности Земли, права человека и благополучие сообществ.
8. Развивать исследования в области экологической устойчивости и осуществлять открытый обмен информацией и её повсеместное применение на практике.
III. Социальная и экономическая справедливость
9. Рассматривать искоренение нищеты как этический, социальный и экологический императив.
10. Следить за тем, чтобы экономическая деятельность и экономические институты на всех уровнях способствовали развитию человека справедливым и устойчивым образом.
11. Поддерживать справедливость и равенство в отношениях между полами как предпосылку устойчивого развития и обеспечить всеобщий доступ к образованию, здравоохранению и возможностям экономического процветания.
12. Поддерживать права всех без исключения людей на природное и социальное окружение, поддерживающее человеческое достоинство, здоровье и духовное благополучие, уделяя особое внимание правам коренных народов и различных меньшинств.
IV. Демократия, ненасилие и мир
13. Укреплять демократические институты на всех уровнях, обеспечивать прозрачность и подотчетность в их управлении, включая участие в принятии решений и доступ к правосудию.
14. Вводить в системы формального и неформального образования знания, ценности и навыки, необходимые для устойчивого развития.
15. Относиться ко всем живым существам с уважением и вниманием.
16. Создавать культуру толерантности, ненасилия и мира.

## Реакция
Хартия была официально поддержана тысячами организаций, включая ЮНЕСКО, Всемирный Союз Охраны Природы, Национальный столичный округ Дели, национальными министерствами, Конференцией мэров США 2001 г, национальными и международными университетскими ассоциациями, и сотнями городов в десятках стран.

### ЮНЕСКО
32-я Генеральная конференция ЮНЕСКО постановила:
1. Признать Хартию Земли в качестве важного этического рамочного документа по вопросам устойчивого развития и признать её этические принципы, задачи и содержание, которые совпадают с видением ЮНЕСКО, изложенным в её новой Среднесрочной стратегии на 2002—2007 гг.;
2. Подтвердить наше намерение как государств-членов использовать Хартию Земли в качестве инструмента образования, особенно в рамках Десятилетия образования в интересах устойчивого развития Организации Объединенных Наций;
3. Предложить изучить совместно с Генеральным директором ЮНЕСКО вопрос о том, как на практике шире отразить видение и принципы Хартии Земли в программах ЮНЕСКО.

### Форум тысячелетия ООН
Для обеспечения безопасности окружающей среды Форум тысячелетия ООН настоятельно рекомендовал правительствам одобрить на Генеральной Ассамблее Хартию Земли.

### Татарстан
Идеи Хартии Земли нашли поддержку всех ветвей власти Республики Татарстан, которая стала первым в мире регионом, где Хартия Земли нашла практическое применение. По словам Фарида Мухаметшина, Председателя Государственного Совета Республики: «Хартия Земли здесь просто обречена на успех.»

### Дели
По словам Главы Правительства Дели Шейлы Дикшит при запуске Хартии Земли по школам города, нынешние дети яснее осознают необходимость сохранения окружающей среды, чем их родители. Она выразила надежду на то, что для детей и молодёжи Хартия Земли станет не только нравственным и этическим ориентиром, но также поможет им быть более чуткими, чтобы стать ответственными гражданами мира.
Группа Хартии Земли Индии готовит преподавателей школ Дели, ознакомляя их с принципами Хартии, чтобы они несли эти знания учащимся. Они публикуют литературу и распространяют её в школах, а также организуют лекции, и поездки детей в зелёные области страны, чтобы знакомить их с природой. К 2010 г планируется внедрить Хартию Земли в 1,600 школах Дели.

### Конференция Мэров США
69-я Конференция Мэров США, прошедшая в Детройте 22-26 июня 2001 г, приняла резолюцию о поддержке Хартии Земли и принятии на себя задач по реализации её принципов, а также призвала мэров и их города официально рассмотреть Хартию Земли и её связь с их работой.

### Инженеры без границ
Инженеры без границ, международная ассоциация, оказывающая инженерную помощь бедным обществам по всему миру, также поддерживает Хартию Земли.